# Oscar för bästa scenografi
Nedan följer en lista över vinnare och nominerade av en Oscar för Bästa scenografi (Academy Award for Best Production Design). Priset har delats ut i den här kategorin sedan den allra första Oscarsgalan, då under namnet Inredning. Akademien bytte namn till dagens kategori först 1948. Åren 1941–1957 och 1960–1968 var priset uppdelat mellan färg- och svartvita filmer.
Vinnare presenteras överst i fetstil och gul färg, och övriga nominerade följer efter. Året avser det år som filmerna hade premiär i USA, varpå filmerna tilldelades priset på galan året därpå.

## 1920-talet
| År                     | Film                       | Inredning               |
| 1927 / 1928 (1:a)      |                            |                         |
| ---------------------- | -------------------------- | ----------------------- |
| 1927 / 1928 (1:a)      | Duvan och Den röda stormen | William Cameron Menzies |
| 1927 / 1928 (1:a)      | I sjunde himlen            | Harry Oliver            |
| 1927 / 1928 (1:a)      | Soluppgång                 | Rochus Gliese           |
| 1928 / 1929 (2:a)      |                            |                         |
| Ödets bro              | Cedric Gibbons             |                         |
| Dynamit                | Mitchell Leisen            |                         |
| Hollywood-revyn 1930   | Cedric Gibbons             |                         |
| Alibi och Uppvaknandet | William Cameron Menzies    |                         |
| Patrioten              | Hans Dreier                |                         |
| Gatans ängel           | Harry Oliver               |                         |

## 1930-talet
| År                          | Film                                             | Inredning               |
| 1929 / 1930 (3:e)           |                                                  |                         |
| --------------------------- | ------------------------------------------------ | ----------------------- |
| 1929 / 1930 (3:e)           | Jazzkungen                                       | Herman Rosse            |
| 1929 / 1930 (3:e)           | Bulldog Drummond                                 | William Cameron Menzies |
| 1929 / 1930 (3:e)           | Prinsgemålen                                     | Hans Dreier             |
| 1929 / 1930 (3:e)           | Sally                                            | Jack Okey               |
| 1929 / 1930 (3:e)           | Om jag vore kung                                 | Hans Dreier             |
| 1930 / 1931 (4:e)           |                                                  |                         |
| Cimarron                    | Max Ree                                          |                         |
| Sensationer 1980            | Stephen Goosson och Ralph Hammeras               |                         |
| Marocko                     | Hans Dreier                                      |                         |
| Svengali                    | Anton Grot                                       |                         |
| På kärlekens krigsstigar    | Richard Day                                      |                         |
| 1931 / 1932 (5:e)           |                                                  |                         |
| Transatlantic-mysteriet     | Gordon Wiles                                     |                         |
| Två lyckliga hjärtan        | Lazare Meerson                                   |                         |
| Arrowsmith                  | Richard Day                                      |                         |
| 1932 / 1933 (6:e)           |                                                  |                         |
| Cavalcade                   | William S. Darling                               |                         |
| Farväl till vapnen          | Hans Dreier och Roland Anderson                  |                         |
| När kvinnor älska           | Cedric Gibbons                                   |                         |
| 1934 (7:e)                  |                                                  |                         |
| Glada änkan                 | Cedric Gibbons och Fredric Hope                  |                         |
| Älskaren från Florens       | Richard Day                                      |                         |
| Continental                 | Van Nest Polglase och Carroll Clark              |                         |
| 1935 (8:e)                  |                                                  |                         |
| Mörkrets ängel              | Richard Day                                      |                         |
| En bengalisk lansiär        | Hans Dreier och Roland Anderson                  |                         |
| Top Hat                     | Van Nest Polglase och Carroll Clark              |                         |
| 1936 (9:e)                  |                                                  |                         |
| Varför byta männen hustru?  | Richard Day                                      |                         |
| Äventyraren Anthony Adverse | Anton Grot                                       |                         |
| Den store Ziegfeld          | Cedric Gibbons, Eddie Imazu och Edwin B. Willis  |                         |
| Lloyds of London            | William S. Darling                               |                         |
| Män av stål                 | Albert S. D'Agostino och Jack Otterson           |                         |
| Romeo och Julia             | Cedric Gibbons, Fredric Hope och Edwin B. Willis |                         |
| Under New Yorks broar       | Perry Ferguson                                   |                         |
| 1937 (10:e)                 |                                                  |                         |
| Bortom horisonten           | Stephen Goosson                                  |                         |
| Marie Walewska              | Cedric Gibbons och William Horning               |                         |
| En flicka i knipa           | Carroll Clark                                    |                         |
| I skyskrapornas skugga      | Richard Day                                      |                         |
| Mademoiselle Fifi           | Wiard Ihnen                                      |                         |
| Emile Zolas liv             | Anton Grot                                       |                         |
| Manhattan Merry-Go-Round    | John Victor Mackay                               |                         |
| Fången på Zenda             | Lyle Wheeler                                     |                         |
| Farornas skepp              | Hans Dreier och Roland Anderson                  |                         |
| Manhattan cocktail          | Alexander Toluboff                               |                         |
| Regementets Mascot          | William S. Darling, David Hall                   |                         |
| Ingen dansar som du         | Jack Otterson                                    |                         |
| 1938 (11:e)                 |                                                  |                         |
| Robin Hoods äventyr         | Carl J. Weyl                                     |                         |
| Tom Sawyers äventyr         | Lyle Wheeler                                     |                         |
| Alexander's Ragtime Band    | Bernard Herzbrun och Boris Leven                 |                         |
| Algiers                     | Alexander Toluboff                               |                         |
| Vi ses igen!                | Van Nest Polglase                                |                         |
| Goldwyn Follies             | Richard Day                                      |                         |
| En friare i socitetén       | Stephen Goosson och Lionel Banks                 |                         |
| Om jag vore kung            | Hans Dreier och John Goodman                     |                         |
| Full i 17                   | Jack Otterson                                    |                         |
| Marie Antoinette            | Cedric Gibbons                                   |                         |
| Gentleman på luffen         | Charles D. Hall                                  |                         |
| 1939 (12:e)                 |                                                  |                         |
| Borta med vinden            | Lyle Wheeler                                     |                         |
| De tappras legion           | Hans Dreier och Robert Odell                     |                         |
| Kapten Våghals              | Charles D. Hall                                  |                         |
| Eld och lågor               | Jack Otterson och Martin Obzina                  |                         |
| Det handlar om kärlek...    | Van Nest Polglase och Al Herman                  |                         |
| Man of Conquest             | John Victor Mackay                               |                         |
| Mr Smith i Washington       | Lionel Banks                                     |                         |
| Elizabeth och Essex         | Anton Grot                                       |                         |
| När regnet kom              | William Darling och George Dudley                |                         |
| Diligensen                  | Alexander Toluboff                               |                         |
| Trollkarlen från Oz         | Cedric Gibbons och William A. Horning            |                         |
| Svindlande höjder           | James Basevi                                     |                         |

## 1940-talet
| År          | Film                         | Scenografi / Inredning / Scendekor                                         |
| ----------- | ---------------------------- | -------------------------------------------------------------------------- |
| 1940 (13:e) | Svartvit                     | Svartvit                                                                   |
| 1940 (13:e) | En man för Elizabeth         | Cedric Gibbons och Paul Groesse                                            |
| 1940 (13:e) | Arise, My Love               | Hans Dreier och Robert Usher                                               |
| 1940 (13:e) | Skarpskytten i Arizona       | Lionel Banks och Robert Peterson                                           |
| 1940 (13:e) | Grabbarna från Syrakusa      | John Otterson                                                              |
| 1940 (13:e) | Nattens brigad               | John Victor Mackay                                                         |
| 1940 (13:e) | Utrikeskorrespondenten       | Alexander Golitzen                                                         |
| 1940 (13:e) | Primadonnan                  | Richard Day och Joseph C. Wright                                           |
| 1940 (13:e) | Min favorithustru            | Van Nest Polglase och Mark-Lee Kirk                                        |
| 1940 (13:e) | Min son, min son!            | John DuCasse Schulze                                                       |
| 1940 (13:e) | Vår lilla stad               | Lewis J. Rachmil                                                           |
| 1940 (13:e) | Rebecca                      | Lyle Wheeler                                                               |
| 1940 (13:e) | Slaghöken                    | Anton Grot                                                                 |
| 1940 (13:e) | En västerns riddersman       | James Basevi                                                               |
| 1940 (13:e) | Färg                         |                                                                            |
| 1940 (13:e) | Tjuven i Bagdad              | Vincent Korda                                                              |
| 1940 (13:e) | Kärleksdrömmen               | Cedric Gibbons och John S. Detlie                                          |
| 1940 (13:e) | Dansa, senorita!             | Richard Day och Joseph C. Wright                                           |
| 1940 (13:e) | Hjälteskvadronen             | Hans Dreier och Roland Anderson                                            |
| 1941 (14:e) | Svartvit                     | Svartvit                                                                   |
| 1941 (14:e) | Jag minns min gröna dal      | Richard Day, Nathan H. Juran och Thomas Little                             |
| 1941 (14:e) | En sensation                 | Perry Ferguson, Van Nest Polglase, Al Fields och Darrell Silvera           |
| 1941 (14:e) | Farlig kvinna                | Martin Obzina, Jack Otterson och Russell A. Gausman                        |
| 1941 (14:e) | Natten är så kort...         | Hans Dreier, Robert Usher och Sam Comer                                    |
| 1941 (14:e) | Skuggornas hus               | Lionel Banks och George Montgomery                                         |
| 1941 (14:e) | Kvinnan utan nåd             | Stephen Goosson och Howard Bristol                                         |
| 1941 (14:e) | Sergeant York                | John Hughes och Fred MacLean                                               |
| 1941 (14:e) | Monte Christos son           | John DuCasse Schulze och Edward G. Boyle                                   |
| 1941 (14:e) | Natt över öknen              | Alexander Golitzen och Richard Irvine                                      |
| 1941 (14:e) | Lady Hamilton                | Vincent Korda och Julia Heron                                              |
| 1941 (14:e) | När kvinnor älska            | Cedric Gibbons, Randall Duell och Edwin B. Willis                          |
| 1941 (14:e) | Färg                         |                                                                            |
| 1941 (14:e) | Blommor i skugga             | Cedric Gibbons, Urie McCleary och Edwin B. Willis                          |
| 1941 (14:e) | Blod och Sand                | Richard Day, Joseph C. Wright och Thomas Little                            |
| 1941 (14:e) | Oh, Louisiana                | Raoul Pene du Bois och Stephen A. Seymour                                  |
| 1942 (15:e) | Svartvit                     | Svartvit                                                                   |
| 1942 (15:e) | Över allt förnuft            | Richard Day, Joseph Wright och Thomas Little                               |
| 1942 (15:e) | George Washington Slept Here | Max Parker, Mark-Lee Kirk och Casey Roberts                                |
| 1942 (15:e) | De magnifika Ambersons       | Albert S. D'Agostino, Darrell Silvera och Al Fields                        |
| 1942 (15:e) | Bragdernas man               | Perry Ferguson och Howard Bristol                                          |
| 1942 (15:e) | Slumpens skördar             | Cedric Gibbons, Randall Duell, Edwin B. Willis och Jack Moore              |
| 1942 (15:e) | De tusen fröjdernas hus      | Boris Leven och Boris Leven                                                |
| 1942 (15:e) | Spelet om en kvinna          | Ralph Berger och Emile Kuri                                                |
| 1942 (15:e) | Guldfågeln                   | Jack Otterson, John B. Goodman, Russell A. Gausman och Edward R. Robinson  |
| 1942 (15:e) | Ja, se fruntimmer!           | Hans Dreier, Roland Anderson och Sam Comer                                 |
| 1942 (15:e) | Han kom om natten            | Lionel Banks, Rudolph Sternad och Fay Babcock                              |
| 1942 (15:e) | Färg                         |                                                                            |
| 1942 (15:e) | Vackra Sally                 | Richard Day, Joseph Wright och Thomas Little                               |
| 1942 (15:e) | Tusen och en natt            | Jack Otterson, Alexander Golitzen, Russell A. Gausman och Ira S. Webb      |
| 1942 (15:e) | Stormfåglar                  | Ted Smith och Casey Roberts                                                |
| 1942 (15:e) | Djungelboken                 | Vincent Korda och Julia Heron                                              |
| 1942 (15:e) | Skörda i den vilda stormen   | Hans Dreier, Roland Anderson och George Sawley                             |
| 1943 (16:e) | Svartvit                     | Svartvit                                                                   |
| 1943 (16:e) | Sången om Bernadette         | James Basevi, William S. Darling och Thomas Little                         |
| 1943 (16:e) | Vägen till Cairo             | Hans Dreier, Ernst Fegte och Bertram Granger                               |
| 1943 (16:e) | Vi mötas i gryningen         | Albert S. D'Agostino, Carroll Clark, Darrell Silvera och Harley Miller     |
| 1943 (16:e) | Madame Curie                 | Cedric Gibbons, Paul Groesse, Edwin B. Willis och Hugh Hunt                |
| 1943 (16:e) | På uppdrag i Moskva          | Carl Weyl och George J. Hopkins                                            |
| 1943 (16:e) | Överraskade i gryningen      | Perry Ferguson och Howard Bristol                                          |
| 1943 (16:e) | Färg                         |                                                                            |
| 1943 (16:e) | Fantomen på Stora operan     | Alexander Golitzen, John B. Goodman, Russell A. Gausman och Ira S. Webb    |
| 1943 (16:e) | Klockan klämtar för dig      | Hans Dreier, Haldane Douglas och Bertram Granger                           |
| 1943 (16:e) | Tutti Frutti                 | James Basevi, Joseph C. Wright och Thomas Little                           |
| 1943 (16:e) | Irving Berlins paradrevy     | John Hughes, John Koenig och George J. Hopkins                             |
| 1943 (16:e) | Soldatflamman                | Cedric Gibbons, Daniel Cathcart, Edwin B. Willis och Jacques Mersereau     |
| 1944 (17:e) | Svartvit                     | Svartvit                                                                   |
| 1944 (17:e) | Gasljus                      | Cedric Gibbons, William Ferrari, Paul Huldschinsky och Edwin B. Willis     |
| 1944 (17:e) | Address Unknown              | Lionel Banks, Walter Holscher och Joseph Kish                              |
| 1944 (17:e) | Mark Twains äventyr          | John J. Hughes och Fred MacLean                                            |
| 1944 (17:e) | Casanova ordnar allt         | Perry Ferguson och Julia Heron                                             |
| 1944 (17:e) | Laura                        | Lyle Wheeler, Leland Fuller och Thomas Little                              |
| 1944 (17:e) | Det starka är det sköna värt | Hans Dreier, Robert Usher och Sam Comer                                    |
| 1944 (17:e) | Osynliga länkar              | Mark-Lee Kirk och Victor A. Gangelin                                       |
| 1944 (17:e) | Jag bara sjunger             | Albert S. D'Agostino, Carroll Clark, Darrell Silvera och Claude Carpenter  |
| 1944 (17:e) | Färg                         |                                                                            |
| 1944 (17:e) | Wilson                       | Wiard Ihnen och Thomas Little                                              |
| 1944 (17:e) | Farlig mark                  | John B. Goodman, Alexander Golitzen, Russell A. Gausman och Ira S. Webb    |
| 1944 (17:e) | Omslagsflickan               | Lionel Banks, Cary Odell och Fay Babcock                                   |
| 1944 (17:e) | Ökensången                   | Charles Novi och Jack McConaghy                                            |
| 1944 (17:e) | Kalifen i Bagdad             | Cedric Gibbons, Daniel B. Cathcart, Edwin B. Willis och Richard Pefferle   |
| 1944 (17:e) | Kvinnan i mörkret            | Hans Dreier, Raoul Pene du Bois och Ray Moyer                              |
| 1944 (17:e) | Prinsessan och piraten       | Ernst Fegte och Howard Bristol                                             |
| 1945 (18:e) | Svartvit                     | Svartvit                                                                   |
| 1945 (18:e) | Den blodbestänkta solen      | Wiard Ihnen och A. Roland Fields                                           |
| 1945 (18:e) | Vådligt experiment           | Albert S. D'Agostino, Jack Okey, Darrell Silvera och Claude Carpenter      |
| 1945 (18:e) | Himmelrikets nycklar         | James Basevi, William Darling, Thomas Little och Frank E. Hughes           |
| 1945 (18:e) | Kärleksbreven                | Hans Dreier, Roland Anderson, Sam Comer och Ray Moyer                      |
| 1945 (18:e) | Dorian Grays porträtt        | Cedric Gibbons, Hans Peters, Edwin B. Willis, Hugh Hunt och John Bonar     |
| 1945 (18:e) | Färg                         |                                                                            |
| 1945 (18:e) | Lady Dona                    | Hans Dreier, Ernst Fegte och Samuel M. Comer                               |
| 1945 (18:e) | Min är hämnden               | Lyle Wheeler, Maurice Ransford och Thomas Little                           |
| 1945 (18:e) | Över alla hinder             | Cedric Gibbons, Urie McCleary, Edwin B. Willis och Mildred Griffiths       |
| 1945 (18:e) | San Antonio                  | Ted Smith och Jack McConaghy                                               |
| 1945 (18:e) | Aladdins Äventyr             | Stephen Goosson, Rudolph Sternad och Frank Tuttle                          |
| 1946 (19:e) | Svartvit                     | Svartvit                                                                   |
| 1946 (19:e) | Anna och kungen av Siam      | William S. Darling, Lyle Wheeler, Thomas Little och Frank E. Hughes        |
| 1946 (19:e) | Kitty                        | Hans Dreier, Walter Tyler, Sam Comer och Ray Moyer                         |
| 1946 (19:e) | Den vassa eggen              | Richard Day, Nathan Juran, Thomas Little och Paul S. Fox                   |
| 1946 (19:e) | Färg                         |                                                                            |
| 1946 (19:e) | Hjortkalven                  | Cedric Gibbons, Paul Groesse och Edwin B. Willis                           |
| 1946 (19:e) | Caesar och Cleopatra         | John Bryan                                                                 |
| 1946 (19:e) | Henrik V                     | Paul Sheriff och Carmen Dillon                                             |
| 1947 (20:e) | Svartvit                     | Svartvit                                                                   |
| 1947 (20:e) | Lysande utsikter             | John Bryan och Wilfred Shingleton                                          |
| 1947 (20:e) | Högt spel i Sydstaterna      | Lyle Wheeler, Maurice Ransford, Thomas Little och Paul S. Fox              |
| 1947 (20:e) | Färg                         |                                                                            |
| 1947 (20:e) | Svart narcissus              | Alfred Junge                                                               |
| 1947 (20:e) | Pappa och vi                 | Robert M. Haas och George James Hopkins                                    |
| 1948 (21:a) | Svartvit                     | Svartvit                                                                   |
| 1948 (21:a) | Hamlet                       | Roger K. Furse och Carmen Dillon                                           |
| 1948 (21:a) | Våld i mörker                | Robert Haas och William Wallace                                            |
| 1948 (21:a) | Färg                         |                                                                            |
| 1948 (21:a) | De röda skorna               | Hein Heckroth och Arthur Lawson                                            |
| 1948 (21:a) | Jeanne d’Arc                 | Richard Day, Edwin Casey Roberts och Joseph Kish                           |
| 1949 (22:a) | Svartvit                     | Svartvit                                                                   |
| 1949 (22:a) | Arvtagerskan                 | Harry Horner, John Meehan och Emile Kuri                                   |
| 1949 (22:a) | Nunnan och spelaren          | Lyle Wheeler, Joseph C. Wright, Thomas Little och Paul S. Fox              |
| 1949 (22:a) | Madame Bovary                | Cedric Gibbons, Jack Martin Smith, Edwin B. Willis och Richard A. Pefferle |
| 1949 (22:a) | Färg                         |                                                                            |
| 1949 (22:a) | Unga kvinnor                 | Cedric Gibbons, Paul Groesse, Edwin B. Willis och Jack D. Moore            |
| 1949 (22:a) | Don Juans äventyr            | Edward Carrere och Lyle Reifsnider                                         |
| 1949 (22:a) | Saraband                     | Jim Morahan, William Kellner och Michael Relph                             |

## 1950-talet
| År                             | Film | Scenografi / Scendekor                                                |
| 1950 (23:e)                    | |                                                                       |
| ------------------------------ | --- | --------------------------------------------------------------------- |
| 1950 (23:e)                    | Svartvit |                                                                       |
| 1950 (23:e)                    | Sunset Boulevard | Hans Dreier, John Meehan, Samuel M. Comer och Ray Moyer               |
| 1950 (23:e)                    | Allt om Eva | Lyle Wheeler, George W. Davis, Thomas Little och Walter M. Scott      |
| 1950 (23:e)                    | Röda Donau | Cedric Gibbons, Hans Peters, Edwin B. Willis och Hugh Hunt            |
| 1950 (23:e)                    | Färg |                                                                       |
| 1950 (23:e)                    | Simson och Delila | Hans Dreier, Walter Tyler, Samuel M. Comer och Ray Moyer              |
| 1950 (23:e)                    | Annie Get Your Gun | Cedric Gibbons, Paul Groesse, Edwin B. Willis och Richard A. Pefferle |
| 1950 (23:e)                    | Månraketen | Ernst Fegte och George Sawley                                         |
| 1951 (24:e)                    | |                                                                       |
| Svartvit                       | |                                                                       |
| Linje lusta                    | Richard Day och George James Hopkins                                                                                               |                                                                       |
| 14 timmar                      | Lyle Wheeler, Leland Fuller, Thomas Little och Fred J. Rode                                                                        |                                                                       |
| Farornas hus                   | Lyle Wheeler, John DeCuir, Thomas Little och Paul S. Fox                                                                           |                                                                       |
| Kärlekens hus                  | D'Eaubonne |                                                                       |
| För ung för kyssar             | Cedric Gibbons, Paul Groesse, Edwin B. Willis och Jack D. Moore                                                                    |                                                                       |
| Färg                           | |                                                                       |
| En amerikan i Paris            | Cedric Gibbons, E. Preston Ames, Edwin B. Willis och Keogh Gleason                                                                 |                                                                       |
| David och Batseba              | Lyle Wheeler, George Davis, Thomas Little och Paul S. Fox                                                                          |                                                                       |
| På Rivieran                    | Lyle Wheeler, Leland Fuller, Joseph C. Wright, Thomas Little och Walter M. Scott                                                   |                                                                       |
| Quo Vadis                      | William A. Horning, Cedric Gibbons, Edward Carfagno och Hugh Hunt                                                                  |                                                                       |
| Hoffmanns äventyr              | Hein Heckroth |                                                                       |
| 1952 (25:e)                    | |                                                                       |
| Svartvit                       | |                                                                       |
| Illusionernas stad             | Cedric Gibbons, Edward Carfagno, Edwin B. Willis och Keogh Gleason                                                                 |                                                                       |
| Solnedgång                     | Hal Pereira, Roland Anderson och Emile Kuri                                                                                        |                                                                       |
| Kusin Rachel                   | Lyle Wheeler, John DeCuir och Walter M. Scott                                                                                      |                                                                       |
| Demonernas port                | So Matsuyama och H. Motsumoto |                                                                       |
| Viva Zapata!                   | Lyle Wheeler, Leland Fuller, Thomas Little och Claude Carpenter                                                                    |                                                                       |
| Färg                           | |                                                                       |
| Målaren på Moulin Rouge        | Paul Sheriff och Marcel Vertes |                                                                       |
| H C Andersen                   | Richard Day, Clave och Howard Bristol                                                                                              |                                                                       |
| Glada änkan                    | Cedric Gibbons, Paul Groesse, Edwin B. Willis och Arthur Krams                                                                     |                                                                       |
| Hans vilda fru                 | Frank Hotaling, John McCarthy, Jr. och Charles Thompson                                                                            |                                                                       |
| Snön på Kilimanjaro            | Lyle Wheeler, John DeCuir, Thomas Little och Paul S. Fox                                                                           |                                                                       |
| 1953 (26:e)                    | |                                                                       |
| Svartvit                       | |                                                                       |
| Julius Caesar                  | Cedric Gibbons, Edward Carfagno, Edwin B. Willis och Hugh Hunt                                                                     |                                                                       |
| Martin Luther                  | Fritz Maurischat och Paul Markwitz                                                                                                 |                                                                       |
| En kvinnas brott               | Lyle Wheeler, Leland Fuller och Paul S. Fox                                                                                        |                                                                       |
| Prinsessa på vift              | Hal Pereira och Walter Tyler |                                                                       |
| Titanic                        | Lyle Wheeler, Maurice Ransford och Stuart Reiss                                                                                    |                                                                       |
| Färg                           | |                                                                       |
| Den purpurröda manteln         | Lyle Wheeler, George Davis, Walter M. Scott och Paul S. Fox                                                                        |                                                                       |
| Riddarna av runda bordet       | Alfred Junge, Hans Peters, John Jarvis                                                                                             |                                                                       |
| Lili                           | Cedric Gibbons, Paul Groesse, Edwin B. Willis och Arthur Krams                                                                     |                                                                       |
| Störst är kärleken             | Cedric Gibbons, Preston Ames, Edward Carfagno, Gabriel Scognamillo, Edwin B. Willis, Keogh Gleason, Arthur Krams och Jack D. Moore |                                                                       |
| Hennes kungarike               | Cedric Gibbons, Urie McCleary, Edwin B. Willis och Jack D. Moore                                                                   |                                                                       |
| 1954 (27:e)                    | |                                                                       |
| Svartvit                       | |                                                                       |
| Storstadshamn                  | Richard Day |                                                                       |
| Mannen du gav mig              | Hal Pereira, Roland Anderson, Sam Comer och Grace Gregory                                                                          |                                                                       |
| En stol är ledig               | Cedric Gibbons, Edward Carfagno, Edwin B. Willis och Emile Kuri                                                                    |                                                                       |
| Kärlekens fröjder              | Max Ophüls |                                                                       |
| Sabrina                        | Hal Pereira, Walter Tyler, Sam Comer och Ray Moyer                                                                                 |                                                                       |
| Färg                           | |                                                                       |
| En världsomsegling under havet | John Meehan och Emile Kuri |                                                                       |
| Brigadoon                      | Cedric Gibbons, Preston Ames, Edwin B. Willis och Keogh Gleason                                                                    |                                                                       |
| Désirée                        | Lyle Wheeler, Leland Fuller, Walter M. Scott och Paul S. Fox                                                                       |                                                                       |
| Röda strumpeband               | Hal Pereira, Roland Anderson, Sam Comer och Ray Moyer                                                                              |                                                                       |
| En stjärna föds                | Malcolm Bert, Gene Allen, Irene Sharaff och George James Hopkins                                                                   |                                                                       |
| 1955 (28:e)                    | |                                                                       |
| Svartvit                       | |                                                                       |
| Den tatuerade rosen            | Hal Pereira, Tambi Larsen, Samuel M. Comer och Arthur Krams                                                                        |                                                                       |
| Vänd dem inte ryggen           | Cedric Gibbons, Randall Duell, Edwin B. Willis och Henry Grace                                                                     |                                                                       |
| Jag gråter i morgon            | Cedric Gibbons, Malcolm Brown, Edwin B. Willis och Hugh B. Hunt                                                                    |                                                                       |
| Mannen med den gyllene armen   | Joseph C. Wright och Darrell Silvera                                                                                               |                                                                       |
| Marty                          | Edward S. Haworth, Walter Simonds och Robert Priestley                                                                             |                                                                       |
| Färg                           | |                                                                       |
| Utflykt i det gröna            | William Flannery, Jo Mielziner och Robert Priestley                                                                                |                                                                       |
| Pappa Långben                  | Lyle Wheeler, John DeCuir, Walter M. Scott och Paul S. Fox                                                                         |                                                                       |
| Pysar och sländor              | Oliver Smith, Joseph C. Wright och Howard Bristol                                                                                  |                                                                       |
| Skimrande dagar                | Lyle Wheeler, George W. Davis, Walter M. Scott och Jack Stubbs                                                                     |                                                                       |
| Ta fast tjuven!                | Hal Pereira, Joseph McMillan Johnson, Sam Comer och Arthur Krams                                                                   |                                                                       |
| 1956 (29:e)                    | |                                                                       |
| Svartvit                       | |                                                                       |
| Gatans kung                    | Cedric Gibbons, Malcolm F. Brown, Edwin B. Willis och F. Keogh Gleason                                                             |                                                                       |
| De sju samurajerna             | Takashi Matsuyama |                                                                       |
| Att älska eller hata           | Hal Pereira, A. Earl Hedrick, Samuel M. Comer och Frank R. McKelvy                                                                 |                                                                       |
| Huv'et på skaft                | Ross Bellah, William R. Kiernan och Louis Diage                                                                                    |                                                                       |
| Hård ungdom                    | Lyle R. Wheeler, Jack Martin Smith, Walter M. Scott och Stuart A. Reiss                                                            |                                                                       |
| Färg                           | |                                                                       |
| Kungen och jag                 | Lyle R. Wheeler, John DeCuir och Walter M. Scott och Paul S. Fox                                                                   |                                                                       |
| Jorden runt på 80 dagar        | James W. Sullivan, Ken Adam och Ross J. Dowd                                                                                       |                                                                       |
| Jätten                         | Boris Leven och Ralph S. Hurst |                                                                       |
| Han som älskade livet          | Cedric Gibbons, Hans Peters, Preston Ames, Edwin B. Willis och F. Keogh Gleason                                                    |                                                                       |
| De tio budorden                | Hal Pereira, Walter H. Tyler, Albert Nozaki, Samuel M. Comer och Ray Moyer                                                         |                                                                       |
| 1957 (30:e)                    | |                                                                       |
| Sayonara                       | Ted Haworth och Robert Priestley                                                                                                   |                                                                       |
| Kär i Paris                    | Hal Pereira, George W. Davis, Sam Comer och Ray Moyer                                                                              |                                                                       |
| Les Girls                      | William A. Horning, Gene Allen, Edwin B. Willis och Richard Pefferle                                                               |                                                                       |
| Pal Joey                       | Walter Holscher, William Kiernan och Louis Diage                                                                                   |                                                                       |
| Regnträdets land               | William A. Horning, Urie McCleary, Edwin B. Willis och Hugh Hunt                                                                   |                                                                       |
| 1958 (31:a)                    | |                                                                       |
| Gigi, ett lättfärdigt stycke   | William A. Horning (postumt), E. Preston Ames, Henry Grace och F. Keogh Gleason                                                    |                                                                       |
| Min fantastiska tant           | Malcolm Bert och George James Hopkins                                                                                              |                                                                       |
| Hokus pokus                    | Cary Odell och Louis Diage |                                                                       |
| Något av ett leende            | Lyle R. Wheeler, John DeCuir, Walter M. Scott och Paul S. Fox                                                                      |                                                                       |
| Studie i brott                 | Hal Pereira, Henry Bumstead, Sam Comer och Frank McKelvy                                                                           |                                                                       |
| 1959 (32:a)                    | |                                                                       |
| Svartvit                       | |                                                                       |
| Anne Franks dagbok             | Lyle R. Wheeler, George Davis, Walter M. Scott och Stuart A. Reiss                                                                 |                                                                       |
| En man och hans karriär        | Hal Pereira, Walter Tyler, Sam Comer och Arthur Krams                                                                              |                                                                       |
| Vredens man                    | Carl Anderson och William Kiernan                                                                                                  |                                                                       |
| I hetaste laget                | Ted Haworth och Edward G. Boyle |                                                                       |
| Plötsligt i somras             | Oliver Messel, William Kellner och Scot Slimon                                                                                     |                                                                       |
| Färg                           | |                                                                       |
| Ben-Hur                        | William A. Horning (postumt), Edward Carfagno och Hugh Hunt                                                                        |                                                                       |
| Den heliga eden                | John DeCuir och Julia Heron |                                                                       |
| Till jordens medelpunkt        | Lyle R. Wheeler, Franz Bachelin, Herman A. Blumenthal, Walter M. Scott och Joseph Kish                                             |                                                                       |
| I sista minuten                | William A. Horning, Robert Boyle, Merrill Pye, Henry Grace och Frank McKelvy                                                       |                                                                       |
| Jag hatar dej, älskling        | Richard H. Riedel, Russell A. Gausman och Ruby R. Levitt                                                                           |                                                                       |

## 1960-talet
| År                                  | Film | Scenografi / Scendekor                                                       |
| 1960 (33:e)                         | |                                                                              |
| ----------------------------------- | --- | ---------------------------------------------------------------------------- |
| 1960 (33:e)                         | Svartvit |                                                                              |
| 1960 (33:e)                         | Ungkarlslyan | Alexander Trauner och Edward G. Boyle                                        |
| 1960 (33:e)                         | På vift fast gift | Joseph McMillan Johnson, Kenneth A. Reid och Ross Dowd                       |
| 1960 (33:e)                         | Psycho | Joseph Hurley, Robert Clatworthy och George Milo                             |
| 1960 (33:e)                         | Söner och älskare | Tom Morahan och Lionel Couch                                                 |
| 1960 (33:e)                         | Alla tiders kille | Hal Pereira, Walter Tyler, Sam Comer och Arthur Krams                        |
| 1960 (33:e)                         | Färg |                                                                              |
| 1960 (33:e)                         | Spartacus | Alexander Golitzen, Eric Orbom (postumt), Russell A. Gausman och Julia Heron |
| 1960 (33:e)                         | Cimarron | George W. Davis, Addison Hehr, Henry Grace, Hugh Hunt och Otto Siegel        |
| 1960 (33:e)                         | It Started in Naples | Hal Pereira, Roland Anderson, Sam Comer och Arrigo Breschi                   |
| 1960 (33:e)                         | Pepe | Ted Haworth och William Kiernan                                              |
| 1960 (33:e)                         | Sunrise at Campobello | Edward Carrere och George James Hopkins                                      |
| 1961 (34:e)                         | |                                                                              |
| Svartvit                            | |                                                                              |
| Fifflaren                           | Harry Horner och Gene Callahan |                                                                              |
| Den tankspridde professorn          | Carroll Clark, Emile Kuri och Hal Gausman |                                                                              |
| Ryktet                              | Fernando Carrere och Edward G. Boyle |                                                                              |
| Dom i Nürnberg                      | Rudolph Sternad och George Milo |                                                                              |
| Det ljuva livet                     | Piero Gherardi |                                                                              |
| Färg                                | |                                                                              |
| West Side Story                     | Boris Leven och Victor A. Gangelin |                                                                              |
| Frukost på Tiffany's                | Hal Pereira, Roland Anderson, Sam Comer och Ray Moyer                                                                                                   |                                                                              |
| El Cid                              | Veniero Colasanti och John Moore |                                                                              |
| Karneval i San Francisco            | Alexander Golitzen, Joseph Wright och Howard Bristol |                                                                              |
| Summer and Smoke                    | Hal Pereira, Walter Tyler, Sam Comer och Arthur Krams                                                                                                   |                                                                              |
| 1962 (35:e)                         | |                                                                              |
| Svartvit                            | |                                                                              |
| Skuggor över Södern                 | Alexander Golitzen, Henry Bumstead och Oliver Emert |                                                                              |
| Dagen efter rosorna                 | Joseph Wright och George James Hopkins |                                                                              |
| Den längsta dagen                   | Ted Haworth, Leon Barsacq, Vincent Korda och Gabriel Bechir                                                                                             |                                                                              |
| Vilse i lustgården                  | George W. Davis, Edward Carfagno, Henry Grace och Dick Pefferle                                                                                         |                                                                              |
| Duvan som räddade Rom               | Hal Pereira, Roland Anderson, Sam Comer och Frank R. McKelvy                                                                                            |                                                                              |
| Färg                                | |                                                                              |
| Lawrence av Arabien                 | John Box, John Stoll och Dario Simoni |                                                                              |
| The Music Man                       | Paul Groesse och George James Hopkins |                                                                              |
| Myteriet på Bounty                  | George W. Davis, J. McMillan Johnson, Henry Grace och Hugh Hunt                                                                                         |                                                                              |
| Älskling, jag ger mej ...!          | Alexander Golitzen, Robert Clatworthy och George Milo                                                                                                   |                                                                              |
| Bröderna Grimms underbara värld     | George W. Davis, Edward Carfagno, Henry Grace och Dick Pefferle                                                                                         |                                                                              |
| 1963 (36:e)                         | |                                                                              |
| Svartvit                            | |                                                                              |
| Amerika Amerika                     | Gene Callahan |                                                                              |
| 8 ½                                 | Piero Gherardi |                                                                              |
| Vildast av dem alla                 | Hal Pereira, Tambi Larsen, Sam Comer och Robert R. Benton                                                                                               |                                                                              |
| Natt med en främling                | Hal Pereira, Roalnd Anderson, Sam Comer och Grace Gregory                                                                                               |                                                                              |
| Anklagelsen är mord                 | George W. Davis, Paul Groesse, Henry Grace och Hugh Hunt                                                                                                |                                                                              |
| Färg                                | |                                                                              |
| Cleopatra                           | John DeCuir, Jack Martin Smith, Hilyard Brown, Herman Blumenthal, Elven Webb, Maurice Pelling, Boris Juraga, Walter M. Scott, Paul S. Fox och Ray Moyer |                                                                              |
| Kardinalen                          | Lyle Wheeler och Gene Callahan |                                                                              |
| Slå på trumman bror                 | Hal Pereira, Roland Anderson, Sam Comer och James Payne                                                                                                 |                                                                              |
| Så vanns vilda västern              | George W. Davis, William Ferrari, Addison Hehr, Henry Grace, Don Greenwood, Jr. och Jack Mills                                                          |                                                                              |
| Tom Jones                           | Ralph Brinton, Ted Marshall, Jocelyn Herbert och Josie MacAvin                                                                                          |                                                                              |
| 1964 (37:e)                         | |                                                                              |
| Svartvit                            | |                                                                              |
| Zorba                               | Vassilis Fotopoulos |                                                                              |
| Krig och feg                        | George W. Davis, Hans Peters, Elliot Scott, Henry Grace och Robert R. Benton                                                                            |                                                                              |
| Hysch, hysch, Charlotte!            | William Glasgow och Raphael Bretton |                                                                              |
| Iganauns natt                       | Stephen Grimes |                                                                              |
| 7 dagar i maj                       | Cary Odell och Edward G. Boyle |                                                                              |
| Färg                                | |                                                                              |
| My Fair Lady                        | Gene Allen, Cecil Beaton och George James Hopkins |                                                                              |
| Becket                              | John Bryan, Maurice Carter, Patrick McLoughlin och Robert Cartwright                                                                                    |                                                                              |
| Mary Poppins                        | Carroll Clark, William H. Tuntke, Emile Kuri och Hal Gausman                                                                                            |                                                                              |
| Colorados vilda dotter              | George W. Davis, Preston Ames, Henry Grace och Hugh Hunt                                                                                                |                                                                              |
| Drömbrud för sex                    | Jack Martin Smith, Ted Haworth, Walter M. Scott och Stuart A. Reiss                                                                                     |                                                                              |
| 1965 (38:e)                         | |                                                                              |
| Svartvit                            | |                                                                              |
| Narrskeppet                         | Robert Clatworthy och Joseph Kish |                                                                              |
| Fånglägret Changi                   | Robert Emmet Smith och Frank Tuttle |                                                                              |
| En strimma solsken                  | George W. Davis, Urie McCleary, Henry Grace och Charles S. Thompson                                                                                     |                                                                              |
| En röst i telefonen                 | Hal Pereira, Jack Poplin, Robert R. Benton och Joseph Kish                                                                                              |                                                                              |
| Spionen som kom in från kylan       | Hal Pereira, Tambi Larsen, Edward Marshall och Josie MacAvin                                                                                            |                                                                              |
| Färg                                | |                                                                              |
| Doktor Zjivago                      | John Box, Terence Marsh och Dario Simoni |                                                                              |
| Vånda och extas                     | John DeCuir, Jack Martin Smith och Dario Simoni |                                                                              |
| Mannen från Nasaret                 | Richard Day, William Creber, David Hall, Ray Moyer, Fred MacLean och Norman Rockett                                                                     |                                                                              |
| Inside Daisy Clover                 | Robert Clatworthy och George James Hopkins |                                                                              |
| Sound of Music                      | Boris Leven, Walter M. Scott och Ruby Levitt |                                                                              |
| 1966 (39:e)                         | |                                                                              |
| Svartvit                            | |                                                                              |
| Vem är rädd för Virginia Woolf?     | Richard Sylbert och George James Hopkins |                                                                              |
| Storsvindlarna                      | Robert Luthardt och Edward G. Boyle |                                                                              |
| The Gospel According to St. Matthew | Luigi Scaccianoce |                                                                              |
| Brinner Paris?                      | Willy Holt, Marc Frederix och Pierre Guffroy |                                                                              |
| Mister Buddwing                     | George W. Davis, Paul Groesse, Henry Grace och Hugh Hunt                                                                                                |                                                                              |
| Färg                                | |                                                                              |
| Den fantastiska resan               | Jack Martin Smith, Dale Hennesy, Walter M. Scott och Stuart A. Reiss                                                                                    |                                                                              |
| Högt spel i Orienten                | Alexander Golitzen, George C. Webb, John McCarthy och John Austin                                                                                       |                                                                              |
| Julietta och andarna                | Piero Gherardi |                                                                              |
| Vägen till Oscar                    | Hal Pereira, Arthur Lonergan, Robert R. Benton och James Payne                                                                                          |                                                                              |
| Kanonbåten San Pablo                | Boris Leven, Walter M. Scott, John Sturtevant och William Kiernan                                                                                       |                                                                              |
| 1967 (40:e)                         | |                                                                              |
| Camelot                             | John Truscott, Edward Carrere och John W. Brown |                                                                              |
| Doktor Dolittle                     | Mario Chiari, Jack Martin Smith, Ed Graves, Walter M. Scott och Stuart A. Reiss                                                                         |                                                                              |
| Gissa vem som kommer på middag      | Robert Clatworthy och Frank Tuttle |                                                                              |
| Så tuktas en argbigga               | Renzo Mongiardino, John DeCuir, Elven Webb, Giuseppe Mariani, Dario Simoni och Luigi Gervasi                                                            |                                                                              |
| Moderna Millie                      | Alexander Golitzen, George C. Webb och Howard Bristol                                                                                                   |                                                                              |
| 1968 (41:a)                         | |                                                                              |
| Oliver!                             | John Box, Terence Marsh, Vernon Dixon och Ken Muggleston                                                                                                |                                                                              |
| Fiskarens skor                      | George W. Davis och Edward Carfagno |                                                                              |
| Star!                               | Boris Leven, Walter M. Scott och Howard Bristol |                                                                              |
| År 2001 – ett rymdäventyr           | Tony Masters, Harry Lange och Ernie Archer |                                                                              |
| Krig och fred                       | Mikhail Bogdanov, Gennady Myasnikov, G. Koshelev och V. Uvarov                                                                                          |                                                                              |
| 1969 (42:a)                         | |                                                                              |
| Hello, Dolly                        | John Decuir, Jack Martin Smith, Herman Blumenthal, Walter M. Scott, George Hopkins och Raphael Bretton                                                  |                                                                              |
| De tusen dagarnas drottning         | Maurice Carter, Lionel Couch och Patrick McLoughlin |                                                                              |
| Chicago, Chicago                    | Robert Boyle, George B. Chan, Edward Boyle och Carl Biddiscombe                                                                                         |                                                                              |
| Sweet Charity                       | Alexander Golitzen, George C. Webb och Jack D. Moore |                                                                              |
| När man skjuter hästar så ...       | Harry Horner och Frank McKelvy |                                                                              |

## 1970-talet
| År                                    | Film                                                                           | Scenografi / Scendekor                                                                                                 |
| 1970 (43:e)                           |                                                                                | |
| ------------------------------------- | ------------------------------------------------------------------------------ | --- |
| 1970 (43:e)                           | Patton – Pansargeneralen                                                       | Urie McCleary, Gil Parrondo, Antonio Mateos och Pierre-Louis Thevenet                                                  |
| 1970 (43:e)                           | Airport – flygplatsen                                                          | Alexander Golitzen, E. Preston Ames, Jack D. Moore och Mickey S. Michaels                                              |
| 1970 (43:e)                           | Helvetets förgård                                                              | Tambi Larsen och Darrell Silvera                                                                                       |
| 1970 (43:e)                           | En spökhistoria                                                                | Terry Marsh, Bob Cartwright; och Pamela Cornell                                                                        |
| 1970 (43:e)                           | Tora! Tora! Tora!                                                              | Jack Martin Smith, Yoshiro Muraki, Richard Day, Taizoh Kawashima, Walter M. Scott, Norman Rockett och Carl Biddiscombe |
| 1971 (44:e)                           |                                                                                | |
| Nikolaus och Alexandra                | John Box, Ernest Archer, Jack Maxsted, Gil Parrondo och Vernon Dixon           | |
| Hotet                                 | Boris Leven, William Tuntke och Ruby Levitt                                    | |
| Sängknoppar och kvastskaft            | John B. Mansbridge, Peter Ellenshaw och Emile Kuri, Hal Gausman                | |
| Spelman på taket                      | Robert Boyle, Michael Stringer och Peter Lamont                                | |
| Maria Stuart - drottning av Skottland | Terence Marsh, Robert Cartwright och Peter Howitt                              | |
| 1972 (45:e)                           |                                                                                | |
| Cabaret                               | Rolf Zehetbauer, Jurgen Kiebach och Herbert Strabel                            | |
| Lady Sings the Blues                  | Carl Anderson och Reg Allen                                                    | |
| SOS Poseidon                          | William Creber och Raphael Bretton                                             | |
| Min lättfotade moster                 | John Box, Gil Parrondo och Robert W. Laing                                     | |
| Churchills äventyrliga ungdom         | Geoffrey Drake, Don Ashton, John Graysmark, William Hutchinson och Peter James | |
| 1973 (46:e)                           |                                                                                | |
| Blåsningen                            | Henry Bumstead och James W. Payne                                              | |
| Broder sol och syster måne            | Lorenzo Mongiardino, Gianni Quaranta och Carmelo Patrono                       | |
| Exorcisten                            | Bill Malley och Jerry Wunderlich                                               | |
| Tom Sawyers äventyr                   | Philip Jefferies och Robert de Vestel                                          | |
| Våra bästa år                         | Stephen Grimes och William Kiernan                                             | |
| 1974 (47:e)                           |                                                                                | |
| Gudfadern del II                      | Dean Tavoularis, Angelo Graham och George R. Nelson                            | |
| Chinatown                             | Richard Sylbert, W. Stewart Campbell och Ruby Levitt                           | |
| Jordbävningen                         | Alexander Golitzen, E. Preston Ames och Frank McKelvy                          | |
| Ön vid världens ände                  | Peter Ellenshaw, John B. Mansbridge, Walter Tyler, Al Roelofs och Hal Gausman  | |
| Skyskrapan brinner!                   | William Creber, Ward Preston och Raphael Bretton                               | |
| 1975 (48:e)                           |                                                                                | |
| Barry Lyndon                          | Ken Adam, Roy Walker och Vernon Dixon                                          | |
| Hindenburg                            | Edward Carfagno och Frank McKelvy                                              | |
| Mannen som ville bli kung             | Alexander Trauner, Tony Inglis och Peter James                                 | |
| Shampoo                               | Richard Sylbert, W. Stewart Campbell och George Gaines                         | |
| The Sunshine Boys                     | Albert Brenner och Marvin March                                                | |
| 1976 (49:e)                           |                                                                                | |
| Alla presidentens män                 | George Jenkins och George Gaines                                               | |
| The Incredible Sarah                  | Elliot Scott, Norman Reynolds och Peter Howitt                                 | |
| Den siste magnaten                    | Gene Callahan, Jack Collis och Jerry Wunderlich                                | |
| Flykten från framtiden                | Dale Hennesy och Robert de Vestel                                              | |
| Den siste gunfightern                 | Robert F. Boyle och Arthur Jeph Parker                                         | |
| 1977 (50:e)                           |                                                                                | |
| Stjärnornas krig                      | John Barry, Norman Reynolds, Leslie Dilley och Roger Christian                 | |
| Haveriplats: Bermudatriangeln         | George C. Webb och Mickey S. Michaels                                          | |
| Närkontakt av tredje graden           | Joe Alves, Dan Lomino och Phil Abramson                                        | |
| Älskade spion                         | Ken Adam, Peter Lamont och Hugh Scaife                                         | |
| Vändpunkten                           | Albert Brenner och Marvin March                                                | |
| 1978 (51:a)                           |                                                                                | |
| Himlen kan vänta                      | Paul Sylbert, Edwin O'Donovan och George Gaines                                | |
| Brinks-stöten                         | Dean Tavoularis, Angelo Graham, George R. Nelson och Bruce Kay                 | |
| California Suite                      | Albert Brenner och Marvin March                                                | |
| Interiors                             | Mel Bourne och Daniel Robert                                                   | |
| The Wiz                               | Tony Walton, Philip Rosenberg, Edward Stewart och Robert Drumheller            | |
| 1979 (52:a)                           |                                                                                | |
| Showtime                              | Philip Rosenberg, Tony Walton, Edward Stewart och Gary Brink                   | |
| Alien                                 | Michael Seymour, Les Dilley, Roger Christian och Ian Whittaker                 | |
| Apocalypse                            | Dean Tavoularis, Angelo Graham och George R. Nelson                            | |
| Kinasyndromet                         | George Jenkins och Arthur Jeph Parker                                          | |
| Star Trek                             | Harold Michelson, Joe Jennings, Leon Harris, John Vallone och Linda DeScenna   | |

## 1980-talet
| År                              | Film | Scenografi / Scendekor                                                     |
| 1980 (53:e)                     | |                                                                            |
| ------------------------------- | --- | -------------------------------------------------------------------------- |
| 1980 (53:e)                     | Tess | Pierre Guffroy och Jack Stephens                                           |
| 1980 (53:e)                     | Loretta | John W. Corso och John M. Dwyer                                            |
| 1980 (53:e)                     | Elefantmannen                                                                                               | Stuart Craig, Bob Cartwright och Hugh Scaife                               |
| 1980 (53:e)                     | Rymdimperiet slår tillbaka                                                                                  | Norman Reynolds, Leslie Dilley, Harry Lange, Alan Tomkins och Michael Ford |
| 1980 (53:e)                     | Kagemusha – spökgeneralen                                                                                   | Yoshiro Muraki                                                             |
| 1981 (54:e)                     | |                                                                            |
| Jakten på den försvunna skatten | Norman Reynolds, Leslie Dilley och Michael D. Ford                                                          |                                                                            |
| Den franske löjtnantens kvinna  | Assheton Gorton och Ann Mollo                                                                               |                                                                            |
| Heaven's Gate                   | Tambi Larsen och Jim Berkey                                                                                 |                                                                            |
| Ragtime                         | John Graysmark, Patrizia Von Brandenstein, Anthony Reading, George de Titta, Sr. och Peter Howitt           |                                                                            |
| Reds                            | Richard Sylbert och Michael Seirton                                                                         |                                                                            |
| 1982 (55:e)                     | |                                                                            |
| Gandhi                          | Stuart Craig, Robert W. Laing och Michael Seirton                                                           |                                                                            |
| Annie                           | Dale Hennesy och Marvin March                                                                               |                                                                            |
| Blade Runner                    | Lawrence G. Paull, David L. Snyder och Linda DeScenna                                                       |                                                                            |
| La Traviata                     | Franco Zeffirelli och Gianni Quaranta                                                                       |                                                                            |
| Victor/Victoria                 | Rodger Maus, Tim Hutchinson, William Craig Smith och Harry Cordwell                                         |                                                                            |
| 1983 (56:e)                     | |                                                                            |
| Fanny och Alexander             | Anna Asp |                                                                            |
| Jedins återkomst                | Norman Reynolds, Fred Hole, James Schoppe och Michael Ford                                                  |                                                                            |
| Rätta virket                    | Geoffrey Kirkland, Richard J. Lawrence, W. Stewart Campbell, Peter Romero, Pat Pending och George R. Nelson |                                                                            |
| Ömhetsbevis                     | Polly Platt, Harold Michelson, Tom Pedigo och Anthony Mondello                                              |                                                                            |
| Yentl                           | Roy Walker, Leslie Tomkins och Tessa Davies                                                                 |                                                                            |
| 1984 (57:e)                     | |                                                                            |
| Amadeus                         | Patrizia von Brandenstein och Karel Cerný                                                                   |                                                                            |
| The Cotton Club                 | Richard Sylbert, George Gaines och Les Bloom                                                                |                                                                            |
| Den bäste                       | Angelo Graham, Mel Bourne, James J. Murakami, Speed Hopkins och Bruce Weintraub                             |                                                                            |
| En färd till Indien             | John Box, Leslie Tomkins och Hugh Scaife                                                                    |                                                                            |
| 2010                            | Albert Brenner och Rick Simpson                                                                             |                                                                            |
| 1985 (58:e)                     | |                                                                            |
| Mitt Afrika                     | Stephen Grimes och Josie Macavin                                                                            |                                                                            |
| Brazil                          | Norman Garwood och Maggie Gray                                                                              |                                                                            |
| Purpurfärgen                    | J. Michael Riva, Robert W. Welch och Linda DeScenna                                                         |                                                                            |
| Ran                             | Yoshiro Muraki och Shinobu Muraki                                                                           |                                                                            |
| Vittne till mord                | Stan Jolley och John Anderson                                                                               |                                                                            |
| 1986 (59:e)                     | |                                                                            |
| Ett rum med utsikt              | Gianni Quaranta, Brian Ackland-Snow, Brian Savegar och Elio Altamura                                        |                                                                            |
| Aliens - Återkomsten            | Peter Lamont och Crispian Sallis                                                                            |                                                                            |
| The Color of Money – revanschen | Boris Leven och Karen A. O'Hara                                                                             |                                                                            |
| Hannah och hennes systrar       | Stuart Wurtzel och Carol Joffe                                                                              |                                                                            |
| The Mission                     | Stuart Craig och Jack Stephens                                                                              |                                                                            |
| 1987 (60:e)                     | |                                                                            |
| Den siste kejsaren              | Ferdinando Scarfiotti, Bruno Cesari och Osvaldo Desideri                                                    |                                                                            |
| Solens rike                     | Norman Reynolds och Harry Cordwell                                                                          |                                                                            |
| Hope and Glory                  | Anthony Pratt och Joan Woollard                                                                             |                                                                            |
| Radio Days                      | Santo Loquasto, Carol Joffe, Les Bloom och George DeTitta, Jr.                                              |                                                                            |
| De omutbara                     | Patrizia Von Brandenstein, William A. Elliott och Hal Gausman                                               |                                                                            |
| 1988 (61:a)                     | |                                                                            |
| Farligt begär                   | Stuart Craig och Gerard James                                                                               |                                                                            |
| Stränder                        | Albert Brenner och Garrett Lewis                                                                            |                                                                            |
| Rain Man                        | Ida Random och Linda DeScenna                                                                               |                                                                            |
| Tucker - en man och hans dröm   | Dean Tavoularis och Armin Ganz                                                                              |                                                                            |
| Vem satte dit Roger Rabbit?     | Elliot Scott och Peter Howitt                                                                               |                                                                            |
| 1989 (62:a)                     | |                                                                            |
| Batman                          | Anton Furst och Peter Young                                                                                 |                                                                            |
| Avgrunden                       | Leslie Dilley och Anne Kuljian                                                                              |                                                                            |
| Baron Münchausens äventyr       | Dante Ferretti och Francesca Lo Schiavo                                                                     |                                                                            |
| På väg med miss Daisy           | Bruno Rubeo och Crispian Sallis                                                                             |                                                                            |
| Ärans män                       | Norman Garwood och Garrett Lewis                                                                            |                                                                            |

## 1990-talet
| År                             | Film                                      | Scenografi / Scendekor                  |
| 1990 (63:e)                    |                                           |                                         |
| ------------------------------ | ----------------------------------------- | --------------------------------------- |
| 1990 (63:e)                    | Dick Tracy                                | Richard Sylbert och Rick Simpson        |
| 1990 (63:e)                    | Cyrano de Bergerac                        | Ezio Frigerio och Jacques Rouxel        |
| 1990 (63:e)                    | Dansar med vargar                         | Jeffrey Beecroft och Lisa Dean          |
| 1990 (63:e)                    | Gudfadern del III                         | Dean Tavoularis och Gary Fettis         |
| 1990 (63:e)                    | Hamlet                                    | Dante Ferretti och Francesca Lo Schiavo |
| 1991 (64:e)                    |                                           |                                         |
| Bugsy                          | Dennis Gassner och Nancy Haigh            |                                         |
| Barton Fink                    | Dennis Gassner och Nancy Haigh            |                                         |
| Fisher King                    | Mel Bourne och Cindy Carr                 |                                         |
| Hook                           | Norman Garwood och Garrett Lewis          |                                         |
| Tidvattnets furste             | Paul Sylbert och Caryl Heller             |                                         |
| 1992 (65:e)                    |                                           |                                         |
| Howards End                    | Luciana Arrighi och Ian Whittaker         |                                         |
| Bram Stokers Dracula           | Thomas Sanders och Garrett Lewis          |                                         |
| Chaplin                        | Stuart Craig och Chris A. Butler          |                                         |
| Toys                           | Ferdinando Scarfiotti och Linda DeScenna  |                                         |
| De skoningslösa                | Henry Bumstead och Janice Blackie-Goodine |                                         |
| 1993 (66:e)                    |                                           |                                         |
| Schindler's List               | Allan Starski och Ewa Braun               |                                         |
| Den heliga familjen Addams     | Ken Adam och Marvin March                 |                                         |
| Oskuldens tid                  | Dante Ferretti och Robert J. Franco       |                                         |
| Orlando                        | Ben Van Os och Jan Roelfs                 |                                         |
| Återstoden av dagen            | Luciana Arrighi och Ian Whittaker         |                                         |
| 1994 (67:e)                    |                                           |                                         |
| Den galne kung George          | Ken Adam och Carolyn Scott                |                                         |
| Kulregn över Broadway          | Santo Loquasto och Susan Bode             |                                         |
| Forrest Gump                   | Rick Carter och Nancy Haigh               |                                         |
| En vampyrs bekännelse          | Dante Ferretti och Francesca Lo Schiavo   |                                         |
| Höstlegender                   | Lilly Kilvert och Dorree Cooper           |                                         |
| 1995 (68:e)                    |                                           |                                         |
| Restoration                    | Eugenio Zanetti                           |                                         |
| Apollo 13                      | Michael Corenblith och Merideth Boswell   |                                         |
| Babe – den modiga lilla grisen | Roger Ford och Kerrie Brown               |                                         |
| Den lilla prinsessan           | Bo Welch och Cheryl Carasik               |                                         |
| Richard III                    | Tony Burrough                             |                                         |
| 1996 (69:e)                    |                                           |                                         |
| Den engelske patienten         | Stuart Craig och Stephanie McMillan       |                                         |
| The Birdcage – lånta fjädrar   | Bo Welch och Cheryl Carasik               |                                         |
| Evita                          | Brian Morris och Philippe Turlure         |                                         |
| Hamlet                         | Tim Harvey                                |                                         |
| Romeo & Julia                  | Catherine Martin och Brigitte Broch       |                                         |
| 1997 (70:e)                    |                                           |                                         |
| Titanic                        | Peter Lamont och Michael Ford             |                                         |
| Gattaca                        | Jan Roelfs och Nancy Nye                  |                                         |
| Kundun                         | Dante Ferretti och Francesca Lo Schiavo   |                                         |
| L.A. konfidentiellt            | Jeannine Oppewall och Jay R. Hart         |                                         |
| Men in Black                   | Bo Welch och Cheryl Carasik               |                                         |
| 1998 (71:a)                    |                                           |                                         |
| Shakespeare in Love            | Martin Childs och Jill Quertier           |                                         |
| Elizabeth                      | John Myhre och Peter Howitt               |                                         |
| Välkommen till Pleasantville   | Jeannine Oppewall och Jay Hart            |                                         |
| Rädda menige Ryan              | Tom Sanders och Lisa Dean Kavanaugh       |                                         |
| Drömmarnas värld               | Eugenio Zanetti och Cindy Carr            |                                         |
| 1999 (72:a)                    |                                           |                                         |
| Sleepy Hollow                  | Rick Heinrichs och Peter Young            |                                         |
| Anna och kungen                | Luciana Arrighi och Ian Whittaker         |                                         |
| Ciderhusreglerna               | David Gropman och Beth Rubino             |                                         |
| The Talented Mr. Ripley        | Roy Walker och Bruno Cesari               |                                         |
| Topsy-Turvy                    | Eve Stewart, Eve Stewart och John Bush    |                                         |

## 2000-talet
| År                                                                 | Film                                                          | Scenografi / Scendekor                   |
| 2000 (73:e)                                                        |                                                               |                                          |
| ------------------------------------------------------------------ | ------------------------------------------------------------- | ---------------------------------------- |
| 2000 (73:e)                                                        | Crouching Tiger, Hidden Dragon                                | Tim Yip                                  |
| 2000 (73:e)                                                        | Grinchen – julen är stulen                                    | Michael Corenblith och Merideth Boswell  |
| 2000 (73:e)                                                        | Gladiator                                                     | Arthur Max och Crispian Sallis           |
| 2000 (73:e)                                                        | Quills                                                        | Martin Childs och Jill Quertier          |
| 2000 (73:e)                                                        | Vatel                                                         | Jean Rabasse och Françoise Benoît-Fresco |
| 2001 (74:e)                                                        |                                                               |                                          |
| Moulin Rouge!                                                      | Catherine Martin och Brigitte Broch                           |                                          |
| Amelie från Montmartre                                             | Aline Bonetto och Marie-Laure Valla                           |                                          |
| Gosford Park                                                       | Stephen Altman och Anna Pinnock                               |                                          |
| Harry Potter och de vises sten                                     | Stuart Craig och Stephenie McMillan                           |                                          |
| Sagan om ringen: Härskarringen                                     | Grant Major och Dan Hennah                                    |                                          |
| 2002 (75:e)                                                        |                                                               |                                          |
| Chicago                                                            | John Myhre och Gordon Sim                                     |                                          |
| Frida                                                              | Felipe Fernández del Paso och Hannia Robledo                  |                                          |
| Gangs of New York                                                  | Dante Ferretti och Francesca LoSchiavo                        |                                          |
| Sagan om de två tornen                                             | Grant Major, Dan Hennah och Alan Lee                          |                                          |
| Road to Perdition                                                  | Dennis Gassner och Nancy Haigh                                |                                          |
| 2003 (76:e)                                                        |                                                               |                                          |
| Sagan om konungens återkomst                                       | Grant Major, Dan Hennah och Alan Lee                          |                                          |
| Flicka med pärlörhänge                                             | Ben Van Os och Cecile Heideman                                |                                          |
| Den siste samurajen                                                | Lilly Kilvert och Gretchen Rau                                |                                          |
| Master and Commander – Bortom världens ände                        | William Sandell och Robert Gould                              |                                          |
| Seabiscuit                                                         | Jeannine Oppewall och Leslie Pope                             |                                          |
| 2004 (77:e)                                                        |                                                               |                                          |
| The Aviator                                                        | Dante Ferretti och Francesca Lo Schiavo                       |                                          |
| Finding Neverland                                                  | Gemma Jackson och Trisha Edwards                              |                                          |
| Lemony Snickets berättelse om syskonen Baudelaires olycksaliga liv | Rick Heinrichs och Cheryl Carasik                             |                                          |
| Fantomen på Operan                                                 | Anthony Pratt och Celia Bobak                                 |                                          |
| En långvarig förlovning                                            | Aline Bonetto                                                 |                                          |
| 2005 (78:e)                                                        |                                                               |                                          |
| En geishas memoarer                                                | John Myhre och Gretchen Rau                                   |                                          |
| Good Night, and Good Luck.                                         | Jim Bissell och Jan Pascale                                   |                                          |
| Harry Potter och den flammande bägaren                             | Stuart Craig och Stephenie McMillan                           |                                          |
| King Kong                                                          | Grant Major, Dan Hennah och Simon Bright                      |                                          |
| Stolthet och fördom                                                | Sarah Greenwood och Katie Spencer                             |                                          |
| 2006 (79:e)                                                        |                                                               |                                          |
| Pans labyrint                                                      | Eugenio Caballero och Pilar Revuelta                          |                                          |
| Dreamgirls                                                         | John Myhre och Nancy Haigh                                    |                                          |
| Den innersta kretsen                                               | Jeannine Claudia Oppewall, Gretchen Rau och Leslie E. Rollins |                                          |
| Pirates of the Caribbean: Död mans kista                           | Rick Heinrichs och Cheryl Carasik                             |                                          |
| The Prestige                                                       | Nathan Crowley och Julie Ochipinti                            |                                          |
| 2007 (80:e)                                                        |                                                               |                                          |
| Sweeney Todd                                                       | Dante Ferretti och Francesca Lo Schiavo                       |                                          |
| American Gangster                                                  | Arthur Max och Beth A. Rubino                                 |                                          |
| Försoning                                                          | Sarah Greenwood och Katie Spencer                             |                                          |
| Guldkompassen                                                      | Dennis Gassner och Anna Pinnock                               |                                          |
| There Will Be Blood                                                | Jack Fisk och Jim Erickson                                    |                                          |
| 2008 (81:a)                                                        |                                                               |                                          |
| Benjamin Buttons otroliga liv                                      | Donald Graham Burt och Victor J. Zolfo                        |                                          |
| Changeling                                                         | James J. Murakami och Gary Fettis                             |                                          |
| The Dark Knight                                                    | Nathan Crowley och Peter Lando                                |                                          |
| The Duchess                                                        | Michael Carlin och Rebecca Alleway                            |                                          |
| Revolutionary Road                                                 | Kristi Zea och Debra Schutt                                   |                                          |
| 2009 (82:a)                                                        |                                                               |                                          |
| Avatar                                                             | Rick Carter, Robert Stromberg och Kim Sinclair                |                                          |
| The Imaginarium of Doctor Parnassus                                | Dave Warren, Anastasia Masaro och Caroline Smith              |                                          |
| Nine                                                               | John Myhre och Gordon Sim                                     |                                          |
| Sherlock Holmes                                                    | Sarah Greenwood och Katie Spencer                             |                                          |
| Young Victoria                                                     | Patrice Vermette och Maggie Gray                              |                                          |

## 2010-talet
| År          | Film                                        | Scenografi / Scendekor                                 |
| ----------- | ------------------------------------------- | ------------------------------------------------------ |
| 2010 (83:e) | Alice i Underlandet                         | Robert Stromberg och Karen O'Hara                      |
| 2010 (83:e) | Harry Potter och dödsrelikerna – Del 1      | Stuart Craig och Stephanie McMillan                    |
| 2010 (83:e) | Inception                                   | Guy Hendrix Dyas, Larry Dias och Doug Mowat            |
| 2010 (83:e) | The King's Speech                           | Eve Stewart och Judy Farr                              |
| 2010 (83:e) | True Grit                                   | Jess Gonchor och Nancy Haigh                           |
| 2011 (84:e) | Hugo Cabret                                 | Dante Ferretti och Francesca Lo Schiavo                |
| 2011 (84:e) | The Artist                                  | Laurence Bennett och Robert Gould                      |
| 2011 (84:e) | Harry Potter och dödsrelikerna – Del 2      | Stuart Craig och Stephenie McMillan                    |
| 2011 (84:e) | Midnatt i Paris                             | Anne Seibel och Hélène Dubreuil                        |
| 2011 (84:e) | War Horse                                   | Rick Carter och Lee Sandales                           |
| 2012 (85:e) | Lincoln                                     | Rick Carter och Jim Erickson                           |
| 2012 (85:e) | Anna Karenina                               | Sarah Greenwood och Katie Spencer                      |
| 2012 (85:e) | Berättelsen om Pi                           | David Gropman och Anna Pinnock                         |
| 2012 (85:e) | Hobbit: En oväntad resa                     | Dan Hennah, Ra Vincent och Simon Bright                |
| 2012 (85:e) | Les Misérables                              | Eve Stewart och Anna Lynch-Robinson                    |
| 2013 (86:e) | Den store Gatsby                            | Catherine Martin och Beverley Dunn                     |
| 2013 (86:e) | 12 Years a Slave                            | Adam Stockhausen och Alice Baker                       |
| 2013 (86:e) | American Hustle                             | Judy Becker och Heather Loeffler                       |
| 2013 (86:e) | Gravity                                     | Andy Nicholson, Rosie Goodwin och Joanne Woollard      |
| 2013 (86:e) | Her                                         | K.K. Barrett och Gene Serdena                          |
| 2014 (87:e) | The Grand Budapest Hotel                    | Adam Stockhausen och Anna Pinnock                      |
| 2014 (87:e) | The Imitation Game                          | Maria Djurkovic och Tatiana Macdonald                  |
| 2014 (87:e) | Interstellar                                | Nathan Crowley och Gary Fettis                         |
| 2014 (87:e) | Into the Woods                              | Dennis Gassner och Anna Pinnock                        |
| 2014 (87:e) | Mr. Turner                                  | Suzie Davies och Charolotte Watts                      |
| 2015 (88:e) | Mad Max: Fury Road                          | Colin Gibson och Lisa Thompson                         |
| 2015 (88:e) | The Danish Girl                             | Eve Stewart och Michael Standish                       |
| 2015 (88:e) | The Martian                                 | Arthur Max och Celia Bobak                             |
| 2015 (88:e) | The Revenant                                | Jack Fisk och Hamish Purdy                             |
| 2015 (88:e) | Spionernas bro                              | Adam Stockhausen, Rena DeAngelo och Bernhard Henrich   |
| 2016 (89:e) | La La Land                                  | David Wasco och Sandy Reynolds-Wasco                   |
| 2016 (89:e) | Arrival                                     | Patrice Vermette och Paul Hotte                        |
| 2016 (89:e) | Fantastiska vidunder och var man hittar dem | Stuart Craig och Anna Pinnock                          |
| 2016 (89:e) | Hail, Caesar!                               | Jess Gonchor och Nancy Haigh                           |
| 2016 (89:e) | Passengers                                  | Guy Hendrix Dyas och Gene Serdena                      |
| 2017 (90:e) | The Shape of Water                          | Paul D. Austerberry, Shane Vieau och Jeffrey A. Melvin |
| 2017 (90:e) | Blade Runner 2049                           | Dennis Gassner och Alessandra Querzola                 |
| 2017 (90:e) | Darkest Hour                                | Sarah Greenwood och Katie Spencer                      |
| 2017 (90:e) | Dunkirk                                     | Nathan Crowley och Gary Fettis                         |
| 2017 (90:e) | Skönheten och odjuret                       | Sarah Greenwood och Katie Spencer                      |
| 2018 (91:a) | Black Panther                               | Hannah Beachler och Jay Hart                           |
| 2018 (91:a) | The Favourite                               | Fiona Crombie och Alice Felton                         |
| 2018 (91:a) | First Man                                   | Nathan Crowley och Kathy Lucas                         |
| 2018 (91:a) | Mary Poppins kommer tillbaka                | John Myhre och Gordon Sim                              |
| 2018 (91:a) | Roma                                        | Eugenio Caballero och Bárbara Enríquez                 |
| 2019 (92:a) | Once Upon a Time in Hollywood               | Barbara Ling och Nancy Haigh                           |
| 2019 (92:a) | 1917                                        | Dennis Gassner och Lee Sandales                        |
| 2019 (92:a) | The Irishman                                | Bob Shaw och Regina Graves                             |
| 2019 (92:a) | Jojo Rabbit                                 | Ra Vincent och Nora Sopková                            |
| 2019 (92:a) | Parasit                                     | Lee Ha-jun och Cho Won-woo                             |

## 2020-talet
| År             | Film                       | Scenografi / Scendekor                        |
| -------------- | -------------------------- | --------------------------------------------- |
| 2020/21 (93:e) | Mank                       | Donald Graham Burt och Jan Pascale            |
| 2020/21 (93:e) | The Father                 | Peter Francis och Cathy Featherstone          |
| 2020/21 (93:e) | Ma Rainey's Black Bottom   | Mark Ricker, Karen O'Hara och Diana Sroughton |
| 2020/21 (93:e) | News of the World          | David Crank och Elizabeth Keenan              |
| 2020/21 (93:e) | Tenet                      | Nathan Crowley och Kathy Lucas                |
| 2021 (94:e)    | Dune                       | Patrice Vermette och Zsuzsanna Sipos          |
| 2021 (94:e)    | Nightmare Alley            | Tamara Deverell och Shane Vieau               |
| 2021 (94:e)    | The Power of the Dog       | Grant Major och Amber Richards                |
| 2021 (94:e)    | The Tragedy of Macbeth     | Stefan Dechant och Nancy Haigh                |
| 2021 (94:e)    | West Side Story            | Adam Stockhausen och Rena DeAngelo            |
| 2022 (95:e)    | På västfronten intet nytt  | Christian M. Goldbeck och Ernestine Hipper    |
| 2022 (95:e)    | Avatar: The Way of Water   | Dylan Cole, Ben Procter och Vanessa Cole      |
| 2022 (95:e)    | Babylon                    | Florencia Martin och Anthony Carlino          |
| 2022 (95:e)    | Elvis                      | Catherine Martin, Karen Murphy och Bev Dunn   |
| 2022 (95:e)    | The Fabelmans              | Rick Carter och Karen O'Hara                  |
| 2023 (96:e)    | Poor Things                | James Price, Shona Heath och Zsuzsa Mihalek   |
| 2023 (96:e)    | Barbie                     | Sarah Greenwood och Katie Spencer             |
| 2023 (96:e)    | Killers of the Flower Moon | Jack Fisk och Adam Willis                     |
| 2023 (96:e)    | Napoleon                   | Arthur Max och Elli Griff                     |
| 2023 (96:e)    | Oppenheimer                | Ruth De Jong och Claire Kaufman               |
| 2024 (97:e)    | Wicked                     | Nathan Crowley och Lee Sandales               |
| 2024 (97:e)    | Brutalisten                | Judy Becker och Patricia Cuccia               |
| 2024 (97:e)    | Konklaven                  | Suzie Davies och Cynthia Sleiter              |
| 2024 (97:e)    | Dune: Part Two             | Patrice Vermette och Shane Vieau              |
| 2024 (97:e)    | Nosferatu                  | Craig Lathrop och Beatrice Brentnerová        |